# Watertoren (Utrecht Lauwerhof)
De watertoren aan de Lauwerhof in de binnenstad van Utrecht is een watertoren die dateert uit het eind van de 19e eeuw. Het is een rijksmonument. Ruim 25 jaar lang was het Waterleidingmuseum in deze watertoren gehuisvest.

## Geschiedenis

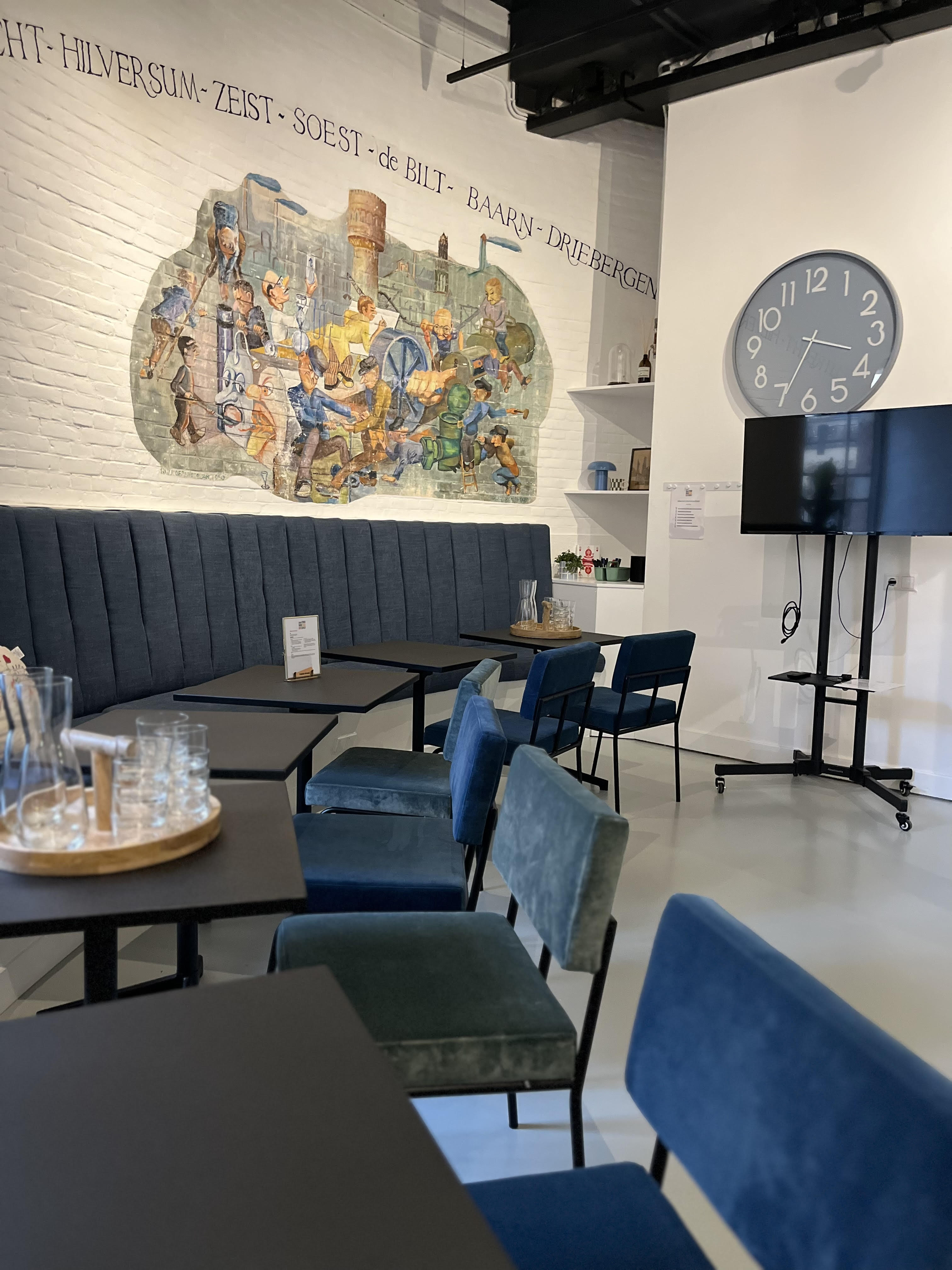
vergaderruimte Plek voor Teams, begane grond

In de voorgeschiedenis van deze watertoren fungeerden in Utrecht veelal de waterpompen, waterputten en waterwegen als bron voor (drink)water. Daarbij gebruikte men de grachten als loospunt voor de riolering. Gaandeweg de 19e eeuw braken in Utrecht meerdere cholera-epidemieën uit, die soms grote aantallen slachtoffers eisten. Met de Engelse arts John Snow ontstond medio 19e eeuw het inzicht in een belangrijke oorzaak van de verspreiding van deze infectieziekte, en kwam de sanitaire revolutie op gang. De drinkwaterproblematiek in Utrecht leidde in 1855 tot de instelling van een Gezondheidscommissie binnen deze stad, tevens de eerste in Nederland. De in de stad woonachtige schrijver Nicolaas Beets dichtte in 1873 over het drinkwater onder meer:
Voert water aan, voert water aan,

Uit zilvren waterwellen!

Geen drab, waar ziekte en dood uit gist,

Maar zuivre bron, die ’t bloed verfrischt'.
Het zou nog tot 1883 duren voor er in Utrecht een drinkwatervoorziening met waterleidingen in gebruik werd gesteld. De aanleg, financiering en exploitatie geschiedde door de Compagnie des Eaux d'Utrecht, later de Utrechtsche Waterleiding Maatschappij (UWM) geheten. Het drinkwater werd vanuit Soestduinen door een leidingstelsel naar Utrecht getransporteerd over een afstand van ongeveer 15 kilometer. Het verval van zo'n 50 meter was in de beginjaren samen met een stoomaangedreven pompstation genoeg om voldoende waterdruk op de waterleiding te houden. Het aantal watergebruikers steeg echter snel. Om de druk in het waterleidingnet constant te houden, werd uiteindelijk besloten in de binnenstad van Utrecht de eerste watertoren te bouwen.
De bouw van de watertoren startte in 1895 naar een ontwerp in neorenaissancestijl van de UWM-architect L.C. Dumont. Als locatie voor dit bouwwerk diende de achtertuin van de UWM-directeur P.E. Rijk aan de huidige Lauwerhof. De Goudse aannemer Dessing voerde het werk uit voor een bedrag destijds van 46.800 gulden. Een jaar later werd de 39 meter hoge watertoren in gebruik genomen. Het op 30 meter hoogte aangebrachte waterreservoir heeft een inhoud van 1500 m³ en is het grootste dat in Nederland is toegepast. Het door de Duitse firma F.A. Neumann vervaardigde reservoir is van het type Intze IM.
In 1897 liet de UWM een tweede watertoren aan de Riouwstraat verrijzen. In de loop der decennia liet de UWM nog meerdere watertorens in Utrecht en omstreken bouwen. De watertorens in Zeist en Baarn van de UWM kregen een soortgelijke architectuur als de watertoren aan de Lauwerhof.
De watertoren was tot 1983 in gebruik; daarna diende het reservoir nog tot 2010 als reservevoorziening.
Tegenwoordig is het pand in bezit van Caron realestate. Zij hebben 3 studio appartementen gemaakt, waarbij ze de originele elementen bewaard hebben. De begane grond wordt verhuurd door Plek voor Teams voor vergaderingen, trainingen en heidagen.

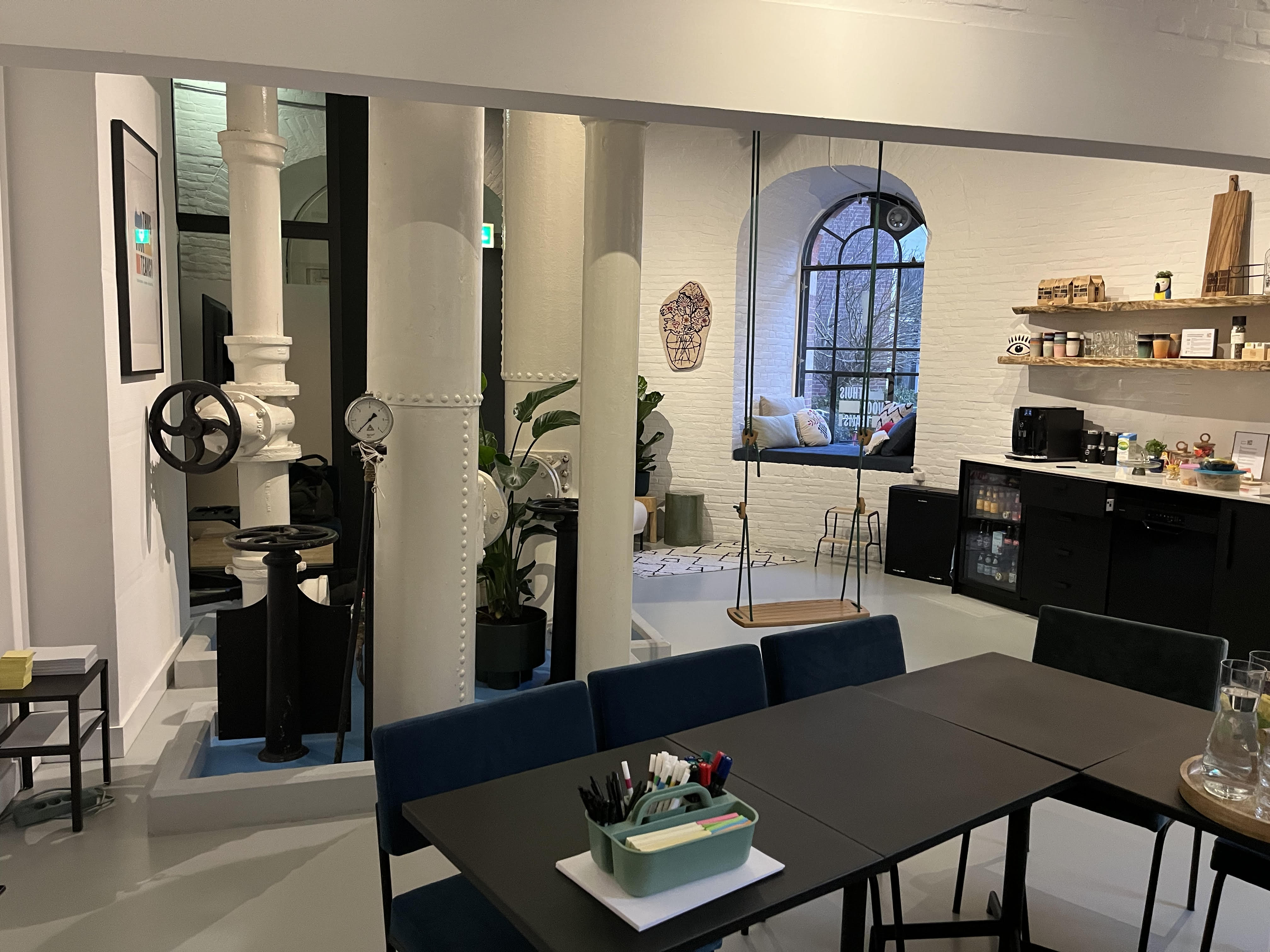
Vergaderruimte Plek voor Teams, begane grond

## Waterleidingmuseum
Van 1983 tot eind 2010 was het Waterleidingmuseum gehuisvest in deze watertoren. Het museum besteedde aandacht aan het verleden, heden en de toekomst van de drinkwatervoorziening in Nederland. Per 1 januari 2011 sloot het museum de deuren omdat waterleidingbedrijf Vitens, de grootste sponsor, zijn bijdragen stopte. Sindsdien stond de watertoren leeg. De stichting die de collectie sindsdien beheerde fuseerde in 2014 met het Nederlands Watermuseum in Arnhem. In 2016 verkocht Vitens de watertoren voor 265.000 euro.